# Avril 2005 en sport
Cette page concerne l'actualité sportive du mois d'avril 2005.

## Vendredi1eravril
- Rugby à XV, quarts de finale de la Coupe d'Europe : Stade toulousain 37-9 Northampton Saints.

## Samedi2 avril
- Rugby à XV, quarts de finale Coupe d'Europe : 
  - Leinster 13-29 Leicester Tigers ;
  - Stade français Paris 48-8 Newcastle Falcons.

## Dimanche3 avril
- Compétition automobile, Grand Prix de Bahreïn de Formule 1 : l'Espagnol Fernando Alonso remporte le Grand Prix devant l'Italien Jarno Trulli et le Finlandais Kimi Räikkönen.

- Cyclisme, Tour des Flandres : victoire du Belge Tom Boonen devant l'Allemand Andreas Klier et son compatriote Peter Van Petegem.

- Rugby à XV, quarts de finale Coupe d'Europe : Biarritz olympique 19-10 Munster Rugby.

## Lundi4 avril
- Cyclisme sur route, Tour du Pays basque : l'Italien Danilo Di Luca remporte la première étape au sprint devant les Espagnols Miguel Angel Martin Perdiguero et Alejandro Valverde. Il prend la tête du classement général.

## Mardi5 avril
- Basket-ball : North Carolina remporte le championnat universitaire américain de basket-ball NCAA face à Illinois, 75 à 70, grâce aux 26 points et 10 rebonds de Sean May. May réussit la même performance que son père, Scott, 29 ans plus tôt, lui aussi auteur de 26 points dans cette rencontre.

- Cyclisme sur route, Tour du Pays basque : le Français David Moncoutié remporte la deuxième étape devant l'Espagnol Aitor Osa et l'Italien Davide Rebellin. Osa prend du même coup la tête du classement général.

- Football, quarts de finale aller de la Ligue des champions de l'UEFA :
  - Lyon 1-1 PSV Eindhoven;
  - Liverpool 2-1 Juventus.

## Mercredi6 avril
- Football, quarts de finale aller de la Ligue des champions de l'UEFA :
  - Milan AC 2-0 Inter Milan;
  - Chelsea FC 4-2 Bayern de Munich.

- Cyclisme sur route, Tour du Pays basque : l'Espagnol Alejandro Valverde remporte la troisième étape devant l'Italien Giovanni Lombardi et le Belge Björn Leukemans. Aitor Osa reste en tête du classement général.

## Jeudi7 avril
- Football, quarts de finale aller de la Coupe UEFA :
  - Villarreal Club de Fútbol 1-2 AZ Alkmaar;
  - CSKA Moscou 4-0 AJ Auxerre;
  - Newcastle UFC 1-0 Sporting;
  - Austria Vienne 1-1 Parme AC.

- Cyclisme, Tour du Pays basque : l'Espagnol Alejandro Valverde remporte la quatrième étape devant l'Italien Danilo Di Luca et l'Espagnol Miguel Angel Martin Perdiguero. Aitor Osa reste en tête du classement général.

- Hockey sur glace, ligue nationale A du championnat de Suisse : le HC Davos remporte son vingt-septième titre en battant le ZSC Lions lors du cinquième match de la finale.

## Dimanche10 avril
- Marathon de Paris : le Kényan Salim Kipsang a remporté le vingt-neuvième marathon de Paris en s'imposant en 2 h 08 min 04 s (temps officiel corrigé) devant son compatriote Paul Biwott et l'Éthiopien Gashaw Melese, relégués respectivement à 14 s et 1 min 21 s.

- Cyclisme sur route, Paris-Roubaix : à 24 ans, Tom Boonen remporte la « reine des classiques » au sprint devant l'Americain George Hincapie[n 1] et l'Espagnol Juan Antonio Flecha. Deux ans après l'exploit de Peter Van Petegem, Boonen réalise aussi le doublé du Tour des Flandres et de Paris-Roubaix.

- Moto (vitesse) : Valentino Rossi remporte sur Yamaha le Grand Prix moto d'Espagne devant Sete Gibernau et Marco Melandri en MotoGP. Victoire de Pedrosa sur Honda en 250 et Marco Simoncelli sur Aprilia en 125.

- Compétition automobile, Rallye : Sébastien Loeb remporte le Rallye de Nouvelle-Zélande du Championnat du monde 2005 sur Citroën. Il devance Marcus Grönholm sur Peugeot et Petter Solberg sur Subaru.

- Golf,  Masters : Tiger Woods remporte sa quatrième veste verte en s'imposant face à Chris DiMarco en barrage.

## Mardi12 avril
- Football, quarts de finale retour de la Ligue des champions :
  - Inter Milan 0-1 Milan AC (aller 0-2);
  - Bayern de Munich 3-2 Chelsea FC (aller 2-4).

## Mercredi13 avril
- Football, quarts de finale retour de la Ligue des champions de l'UEFA :
  - PSV Eindhoven 1-1 Lyon (aller 1-1 ) (Eindhoven aux tirs au but);
  - Juventus 0-0 Liverpool (aller 1-2 ).

## Jeudi14 avril
- Football, quarts de finale retour de la Coupe UEFA :
  - AZ Alkmaar 1-1 Villarreal Club de Fútbol (aller 2-1 );
  - AJ Auxerre 2-0 CSKA Moscou (aller 0-4 );
  - Sporting 4-1 Newcastle UFC (aller 0-1 );
  - Parme AC 0-0 Austria Vienne (aller 1-1 ).

## Dimanche17 avril
- Tennis : Rafael Nadal remporte le Masters de Monte-Carlo en battant Guillermo Coria en 6-3 6-1 0-6 7-5.
- Moto
  - vitesse : Alex Barros remporte sur Honda le Grand Prix moto du Portugal devant Valentino Rossi Yamaha et Max Biaggi sur Honda en Moto GP. Victoire de l'Australien Stoner sur Aprilia en 250 et du finlandais Kallio sur KTM en 125.
  - endurance : au Mans, Yamaha met fin au règne de Suzuki qui durait depuis 2001 par le plus petit des écarts de l'histoire (20 s). Les pilotes sont Checa, Costes et Gimbert.
- Marathon de Londres : le Kényan Lel remporte le marathon de Londres en 2:07:26 devant le marocain, champion du monde en titre, Jaouab Gharid et l'africain du sud Hendrick Ramaala. Chez les femmes, Paula Radcliffe réussit la 3e performance de tous les temps en 2:17:42.
- Cyclisme, Amstel Gold Race : l'Italien Danilo Di Luca remporte l'Amstel Gold Race devant le Néerlandais Michael Boogerd et l'Italien Celestino.

## lundi18 avril
- Marathon de Boston : l'Éthiopien Hailu Negussie remporte le Marathon de Boston en 2:11:45 devant les Kényans Wilson Onsare et Benson Cherono. Chez les femmes, la Kényane Catherine Ndereba est la première femme à gagner pour la quatrième fois (2000, 2001, 2004 et 2005).

- Cyclisme : l'américain Lance Armstrong annonce qu'il prendra sa retraite après le Tour de France 2005.

## Mardi19 avril
- Basket-ball : le club de Lituanie, LR Vilnius, remporte la coupe ULEB en battant les grecs de Makedonikós par 78-74.

- Football, Coupe de France : l'AS Monaco se qualifie pour les demi-finales de la Coupe de France en écartant Clermont Foot Auvergne 1-0 après prolongation. Le CS Sedan s'impose au même stade de la compétition contre Grenoble Foot 38, 2-1, après prolongation.

- Afrique : la vingtième session de l'assemblée générale du Conseil supérieur du sport en Afrique (CSSA), s’est déroulée à Alger  les 19 et 20 avril. Plusieurs résolutions ont été adoptées, appelant les États africains à mettre en œuvre des programmes de lutte contre le dopage et à adhérer à la déclaration de Copenhague ; à mettre en place les «conditions propices à une participation effective des femmes aux activités sportives, en mettant en place des conditions matérielles favorables au développement du sport féminin». L’assemblée générale du CSSA a adopté le projet de charte du sport en Afrique qui sera adressé à l’Union africaine.

## Mercredi20 avril
- Cyclisme, Flèche wallonne : l'Italien Danilo Di Luca remporte la Flèche wallonne, trois jours après avoir remporté l'Amstel Gold Race devant le Luxembourgeois Kim Kirchen et son compatriote Davide Rebellin.

- Football : l'Auxerre bat l'US Boulogne en quarts de finale de la Coupe de France 2-1 après prolongation. Nîmes Olympique élimine un nouveau sociétaire de l'élite : Sochaux. Au terme d'un match à rebondissements, les Crocodiles nîmois s'imposent 4-3 après prolongation.

## Samedi23 avril
- Rugby à XV, Coupe d'Europe de rugby : le Stade français arrache son billet pour la finale en s'imposant sur le fil 20-17 sur le Biarritz olympique au Parc des Princes.

- Football, Championnat des Pays-Bas : le PSV Eindhoven est sacré champion 2004-2005 des Pays-Bas.

## Dimanche24 avril
- Tennis, quarts de finale de la Fed Cup : 
  - Espagne 3-2 Argentine;
  - Italie 1-4 Russie;
  - France 4-1 Autriche;
  - États-Unis 5-0 Belgique.

- Rugby à XV, coupe d'Europe : le Stade toulousain se qualifie pour la finale en s'imposant en Angleterre 19-27 face aux Leicester Tigers.

- Cyclisme, Liège-Bastogne-Liège (UCI ProTour 2005) : le Kazakh Alexandre Vinokourov remporte la Doyenne des classiques devant l'Allemand Jens Voigt.

- Compétition automobile, Grand Prix de Saint-Marin de Formule 1 : l'Espagnol Fernando Alonso remporte le Grand Prix devant l'Allemand Michael Schumacher.

## Mardi26 avril
- Football, demi-finale aller de la Ligue des champions de l'UEFA : Milan AC 2-0  PSV Eindhoven.

## Mercredi27 avril
- Football, demi-finale aller de la Ligue des champions de l'UEFA : Chelsea 0-0 Liverpool.

## Jeudi28 avril
- Football, demi-finales aller de la Coupe UEFA :
  - Parme AC 0-0 CSKA Moscou;
  - Sporting Clube de Portugal 2-1 AZ Alkmaar.

## Samedi30 avril
- Football : 
  - Bundesliga : le Bayern Munich est sacré champion d'Allemagne pour la 19e fois.
  - Premiership : Chelsea FC est sacré champion d'Angleterre pour la seconde fois.
  - Finale de la Coupe de la Liguefrançaise au Stade de France : RC Strasbourg 2, SM Caen 1

- Hockey sur glace, Championnat du monde en Autriche :
  - Russie 4-2 Autriche;
  - Slovaquie 2-1 Biélorussie;
  - Canada 6-4 Lettonie;
  - Finlande 2-1 Danemark.

- Handball : en finale aller de la Ligue des champions, Ciudad Real a battu le FC Barcelone (28-27) .

- Lutte traditionnelle : le sixième Championnat d'Afrique de lutte traditionnelle s’est tenu le 30 avril et le 1er mai à Ouagadougou (Burkina Faso).